# Michelshäuschen
Michelshäuschen ist eine Ortslage in der bergischen Großstadt Solingen.

## Lage und Beschreibung
Michelshäuschen befindet sich abseits städtischer Bebauung im Pilghauser Bachtal im nordöstlichen Bereich des Stadtbezirks Burg/Höhscheid. Der zu Höhscheid gehörende Ort liegt südlich des Katternberger Höhenrückens am Zusammenfluss des Hossenhauser Baches mit dem Pilghauser Bach. Der nur aus wenigen Gebäuden bestehende Ort ist über eine nach ihm benannte Stichstraße von Obenkatternberg aus zu erreichen. Er ist zudem an die Wanderwege durch das Pilghauser Bachtal angeschlossen.
Benachbarte Orte sind bzw. waren (von Nord nach West): Nacken, Hossenhaus, Untenpilghausen, Pilghauser Kotten, Siepen, Bauermannskulle, Neuenhaus, Bernskotten sowie Unten-, Mittel- und Obenkatternberg.

## Etymologie
Der Ortsname ist abgeleitet von dem Personennamen bzw. Vor- oder Familiennamen Michel. 

## Geschichte
Der Ort entstand wahrscheinlich in der ersten Hälfte des 19. Jahrhunderts. Die Topographische Aufnahme der Rheinlande von 1824 verzeichnet den Ort noch nicht. In der Preußischen Uraufnahme von 1844 ist er ohne Namen verzeichnet. In der Topographischen Karte des Regierungsbezirks Düsseldorf von 1871 ist der Ort hingegen nicht verzeichnet. Die Preußische Neuaufnahme von 1892 verzeichnet den Ort als Michelshäuschen. 
Nach Gründung der Mairien und späteren Bürgermeistereien Anfang des 19. Jahrhunderts gehörte der Ort zur Bürgermeisterei Höhscheid, die 1856 zur Stadt erhoben wurde.
Mit der Städtevereinigung zu Groß-Solingen im Jahre 1929 wurde Michelshäuschen ein Ortsteil Solingens. 